# موریل درازین
موریل درازین (انگلیسی: Muriel Drazien; ۷ سپتامبر ۱۹۳۸ – ۱۴ آوریل ۲۰۱۸) روان‌کاو، مؤلف اهل فرانسه بود.
وی همچنین برندهٔ جوایزی همچون برنامه فولبرایت شده‌است.